# Мосашвили, Илья Онисимович
Илья́ (Ило́) Они́симович Мосашви́ли (груз. ილო მოსაშვილი, 1896 — 1954) — грузинский советский писатель.

## Биография
Родился 7 января 1896 года в селе Чаргали (ныне Душетский район, Грузия) в семье крестьянина. 
Учился в Тифлисской духовной семинарии. В 1914—1917 годах учился В Петроградском психоневрологическом институте, затем на юридическом факультете Харьковского университета. 
В 1921—1924 годах  на руководящей советской работе. В 1926—1932 годах был ответственным секретарём журнала «Шолти» и редактором газеты «Коммунист». В 1937—1940 годах руководил Литературным фондом Грузинской ССР. Избран членом правления и президиума СП Грузинской ССР. Депутат ВС Грузинской ССР 1—3 созывов. Председатель республиканского Комитета защиты мира.
И. О. Мосашвили умер в Тбилиси 4 августа 1954 года.

## Творчество
Литературной деятельностью занимался с 1915 года. Ранняя поэзия носила камерный характер. Со второй половины 20-х годов XX века занял заметное место среди мастеров грузинской гражданской лирики. Его стихи отмечены романтической приподнятостью, отточенностью формы. Опубликовал ряд сборников стихов, поэм, книгу очерков, несколько киносценариев об успехах социалистического строительства, прославлении социалистической Родины. Среди них поэма «Базалети», «Детские поэмы», сборник стихов «Избранное», стихи «Вождю», «Слава им !», «Прощание со старой деревней», «В Белоруссии» и др. В послевоенные годы выступил как драматург: пьесы «Начальник станции» (1947) о героической обороне Кавказа; «Потопленные камни» (1949) о борьбе за независимость грузин, живущих на землях, присоединённых в 1921 году к Турции (в 1945—1953 годах СССР претендовал на эти территории); «Его звезда» (1950) о самоотверженном труде грузинских овцеводов; историческая драма «Путь в грядущее» (1953) об истоках дружбы грузинского и русского народов. Писал также стихи для детей и киносценарии. Его произведения переведены на многие языки народов СССР.

## Фильмография
Сценарист
1943 — Он ещё вернётся
1941 — В сторожевой будке (короткометражный)
1941 — Девушка с того берега
1937 — Два друга (короткометражный)
1935 — Скала Аршаула
1935 — За рекой

## Награды и премии
- Сталинская премия второй степени (1951) — за пьесу «Потопленные камни» (1949)
- орден Ленина (10.11.1950)[1]
- орден Трудового Красного Знамени (31.01.1939)
- медали